# Dendrophthora epiviscum
Dendrophthora epiviscum là một loài thực vật có hoa trong họ Santalaceae. Loài này được (Griseb.) Eichler mô tả khoa học đầu tiên năm 1868.